# Діагональ

Діагоналі куба із довжиною сторін, яка дорівнює 1. AC' (зображена синім) — просторова діагональ із довжиною, а AC (зображена червоним) — діагональ грані і має довжину.

У математиці, діагона́ль має геометричний зміст, а також використовується в термінах квадратних матриць.

## Багатокутники

У шестикутнику можна провести 9 діагоналей

Щодо багатокутників, діагональ є відрізком, що з'єднує дві різні вершини, що не належать одній стороні. Так, чотирикутник має дві діагоналі, що з'єднують протилежні пари вершин. В опуклому багатокутнику діагоналі проходять усередині багатокутника. Це не виконується для самоперетинних багатокутників. Багатокутник опуклий тоді і тільки тоді, коли його діагоналі лежать усередині.
Нехай {\displaystyle n} — кількість вершин багатокутника, обчислимо {\displaystyle d} — кількість можливих різних діагоналей. Кожна вершина з'єднана діагоналями з усіма іншими вершинами, крім двох сусідніх і, звичайно, самої себе. Таким чином, з однієї вершини можна провести {\displaystyle n-3} діагоналі; помножимо це на кількість вершин
{\displaystyle (n-3)\times n},
однак, ми порахували кожну діагональ двічі (по разу для кожного кінця) — отже,
{\displaystyle d={\frac {n^{2}-3n}{2}}.}

## Матриці
У випадку квадратних матриць, головна діагональ є діагональною лінією елементів, що проходить з північного заходу на південний схід. Наприклад, одинична матриця може бути описана як матриця, що має одиниці на головній діагоналі і 0 поза нею. Діагональ з південного заходу на північний схід часто називається побічною діагоналлю. Наддіагональними елементами називаються такі, що лежать вище і праворуч головної діагоналі. Піддіагональними елементами називаються такі, що лежать внизу та ліворуч від головної діагоналі. Діагональною матрицею є така, усі елементи якої поза головною діагоналлю рівні 0.

## Геометрія
За аналогією, підмножина декартового добутку X×X довільної множини X на саму себе, що складається з пар елементів (x, x), називається діагоналлю множини. Це є одиничним відношенням і відіграє важливу роль у геометрії: наприклад, константні елементи відображення F з X в X можуть бути отримані перетином F з діагоналлю множини X.